# Jacques Ferron

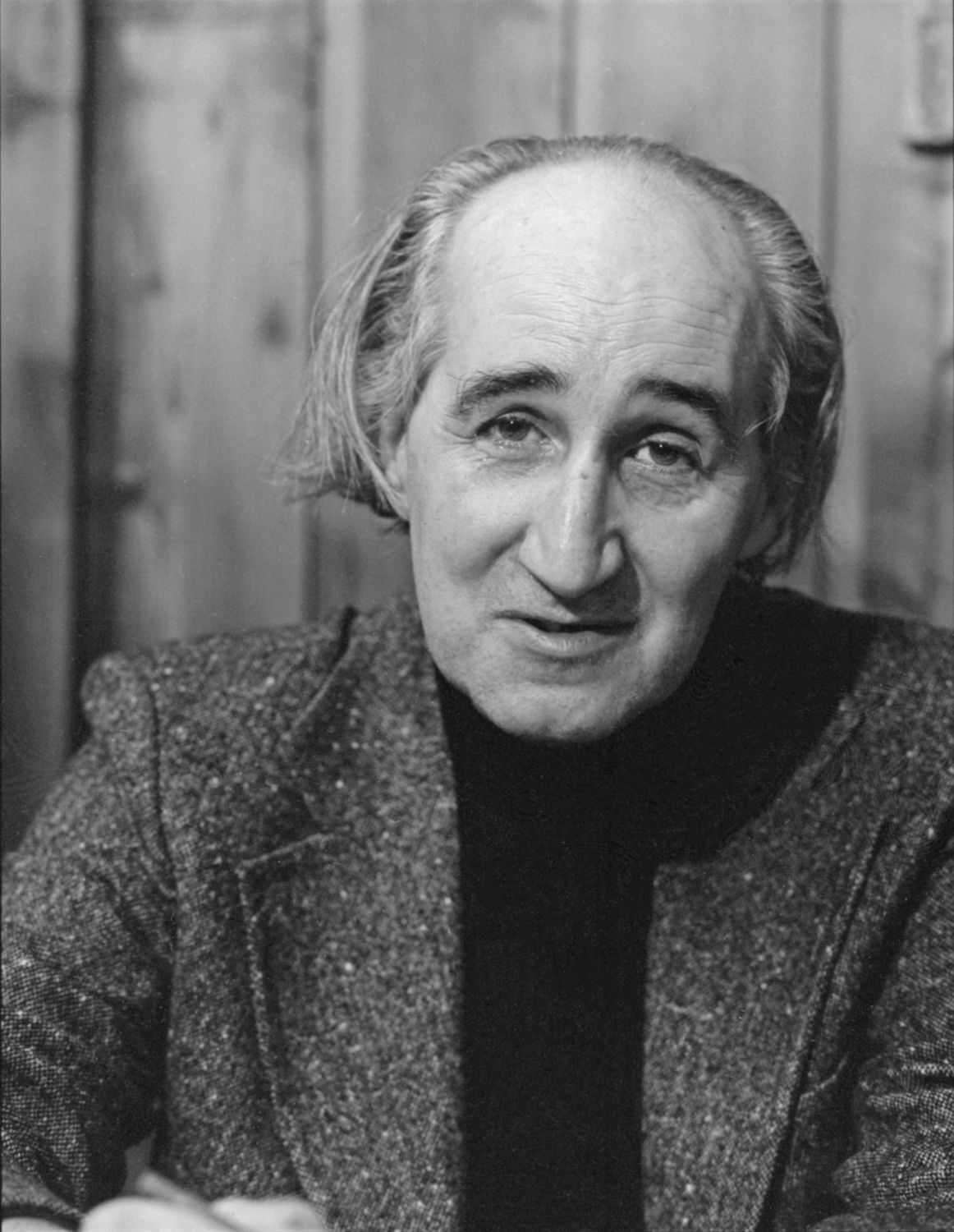
Jacques Ferron (1977)

Jacques Ferron (* 20. Januar 1921 in Louiseville; † 22. April 1985 in Saint-Lambert, Québec) war ein kanadischer Schriftsteller französischer Sprache.

## Leben und Werk
Jacques Ferron war der Sohn eines Notars. Er wurde Arzt (mit konstanter Hinwendung zu den Armen) und praktizierte zeitweise in einer psychiatrischen Anstalt in Montréal. Besonders geprägt wurde er (von 1947 bis 1949) von seinen Erfahrungen als Arzt auf der Halbinsel Gaspésie. Im Alter von rund 40 Jahren begann er um 1960 eine Karriere als Schriftsteller und 1963 mit der Gründung der alternativen Partei Parti Rhinocéros eine Karriere als Politiker. Mit seinen zahlreichen polemischen Schriften, Essays, Leserbriefen, Theaterstücken und vor allem seinen Erzählungen und Romanen, die mehrere Preise erhielten und die eine Art Mythologie schufen, wurde er im Quebec noch zu Lebzeiten und vor allem nach seinem (als zu früh empfundenen) Tod zu einer Legende. Entsprechend umfangreich ist die ihn betreffende Literatur. Der Verleger Jacques Lanctôt begründete 1995 die Reihe Cahiers Jacques Ferron, die es bis 2006 auf 14 Bände brachte.
Jacques Ferron war der Bruder der Schriftstellerin Madeleine Ferron (1922–2010) und der Malerin Marcelle Ferron (1924–2001), Schülerin von Paul-Émile Borduas.

## Werke (Auswahl)
- Corolles. J. Grassin, Paris 1961. (Dichtung, Vorwort von Pierre Mariel, 1900–1980)
- Contes du pays incertain. Éditions Orphée, Montréal 1962.
- La tête du roi. Pièce en quatre actes. Montréal 1963.
- Contes anglais et autres. Éditions Orphée, Montréal 1964.
- La nuit. Parti pris, Montréal 1965. Nathan, Paris 1979. (Prosa, überarbeitet unter dem Titel Les confitures de coings, 1972)
- Papa Boss. Parti pris, Montréal 1965. (Prosa)
- Théâtre. 1. Librairie Déom, Montréal 1968.
  - Les Grands soleils. (zuerst 1958)
  - Tante Elise ou le prix de l'amour. (zuerst 1956)
  - Le Don Juan chrétien. (zuerst 1957 unter dem Titel Le cheval de Don Juan)
- Historiettes. Éditions du Jour, Montréal 1969. (Polemik)
- L'Amélanchier. Récit. Éditions du jour, Montréal 1970. Laffont, Paris 1973.
- Cotnoir suivi de La barbe de François Hertel. Editions du Jour, Montréal 1970. (zuerst 1962)
- Le Salut de l'Irlande. Roman. Editions du Jour, Montréal 1970.
- Les Confitures de coings et autres textes. Éditions Parti pris, 1972. (Papa Boss. La Créance. Appendice aux Confitures de coings ou Le Congédiement de Frank Archibald Campbell)
- Le Saint-Elias. Roman. Roman. Editions du Jour, Montréal 1972.
- Du fond de mon arrière-cuisine. Editions du Jour, Montréal 1973. (Polemik)
- Escarmouches. La longue passe. 2 Bde. Leméac, Montréal 1975. (Vorwort von Jean Marcel, 1941–2019)
- Théâtre. 2. Librairie Déom, Montréal 1975. (Le Dodu. La Mort de monsieur Borduas. Le Permis de dramaturge. La Tête du roi. L'Impromptu des deux chiens)
- Le Ciel de Québec. Roman. VLB, Montréal 1979.
- Rosaire. L'Exécution de Maski. VLB éditeur, Montréal 1981.
- Les Lettres aux journaux. VLB, Montréal 1986.
- La Conférence inachevée. Le pas de Gamelin, et autres récits. VLB, Montréal 1987.
- Les roses sauvages. Roman. VLB, Outremont 1990. (Vorwort von Betty Besdnarski)
- Le contentieux de l'Acadie. VLB, Montréal 1991.
- Contes. Hrsg. Marcel Paquette. Presses de l'Université de Montréal, Montreal 1998. (kritische Ausgabe)
- La charrette des mots. Paroisse Notre-Dame-des-Neiges 2006